# Messier 62
Messier 62 (M62) även känd som NGC 6266 är en klotformig stjärnhop i stjärnbilden Ormbäraren. Den upptäcktes 1771 av Charles Messier och infördes i hans katalog åtta år senare. M62 ligger omkring 22 200 ljusår bort från vårt solsystem och 5 500 ljusår från Vintergatans centrum.

## Egenskaper
Messier 62 är bland de tio mest massiva och lysande klotformiga stjärnhoparna i Vintergatan och har en integrerad absolut magnitud på −9,18. Den har en uppskattad massa på 1,22×106 solmassor och ett massa-till-ljus-förhållande av synligt ljus, V-bandet, på 2,05 ± 0,04 i kärnan. Den har en projicerad ellipticitet av 0,01, eller i grunden sfärisk. Densitetsprofilen av ingående stjärnor tyder på att hopen ännu inte genomgått en kärnkolapps. Den har en kärna med en radie av 1,3 ljusår, en halvmassaradie av 9,6 ljusår, och en halvljusradie av 6,0 ljusår. Stjärntätheten i kärnan är 5,13 solmassor per kubikparsek och den har en tidvattenradie av 59 ljusår.
Messier 62 har minst två distinkta populationer av stjärnor, som sannolikt representerar två separata episoder av stjärnbildning. Av stjärnorna i huvudserien i hopen är 79 ± 1 procent från den första generationen och 21 ± 1 procent från den andra. Den andra förorenas av material som frigörs av den första. I synnerhet skiljer sig överskott av helium, kol, magnesium, aluminium och natrium mellan de två fraktionerna.
Tecken tyder på att detta är ett Oosterhoff typ I, eller "metallrikt" system. En studie från 2010 identifierade 245 variabla stjärnor i stjärnhopens fält, varav 209 är RR Lyrae-variabler, fyra är Cepheid typ II, 25 är långperiodiga variabler, och en är en förmörkelsevariabel typ II. Hopen kan visa sig vara galaxens rikaste när det gäller RR Lyrae-variabler. Den har sex dubbla millisekundpulsarer, däribland en (COM6266B) som visar förmörkelsebeteende genom gaser som strömmar från dess följeslagare. Hopen omfattar flera källor till röntgenstrålning, däribland 50 inom halvmassaradien. 47 blå tänkbara eftersläntrare har identifierats, bildade efter sammanslagning av stjärnorna i en dubbelstjärna, och dessa är företrädesvis koncentrerade nära kärnregionen.
En hypotesen är att Messier 62 kan vara värd för ett medelstort svart hål (IMBH) - den anses vara väl lämpad för sökning efter ett sådant objekt. En kort studie, före 2013, av stjärnornas egenrörelse inom 17 bågsekunder av kärnan krävde inte en IMBH för att kunna förklaras. Simuleringen kan dock inte utesluta förekomsten av ett med en massa på några tusen solmassor. Baserat på mätningar av radiell hastighet inom en bågsekund av kärnan hävdade Kiselev et al. (2008) förekomst av en IMBH, även det med massa på (1–9) × 103 solmassor.

## Galleri

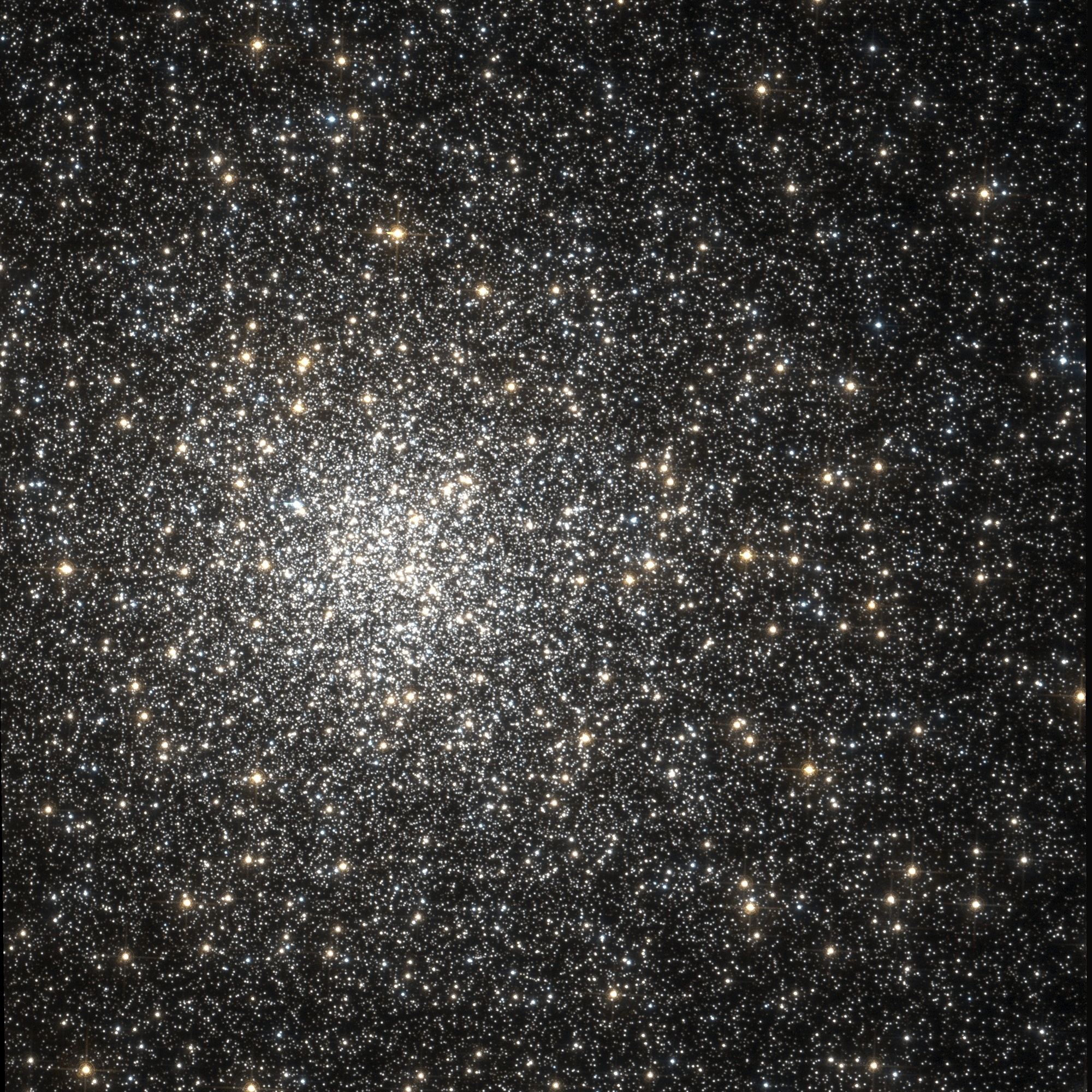
Messier 62 fotograferad av Hubble Space Telescope;
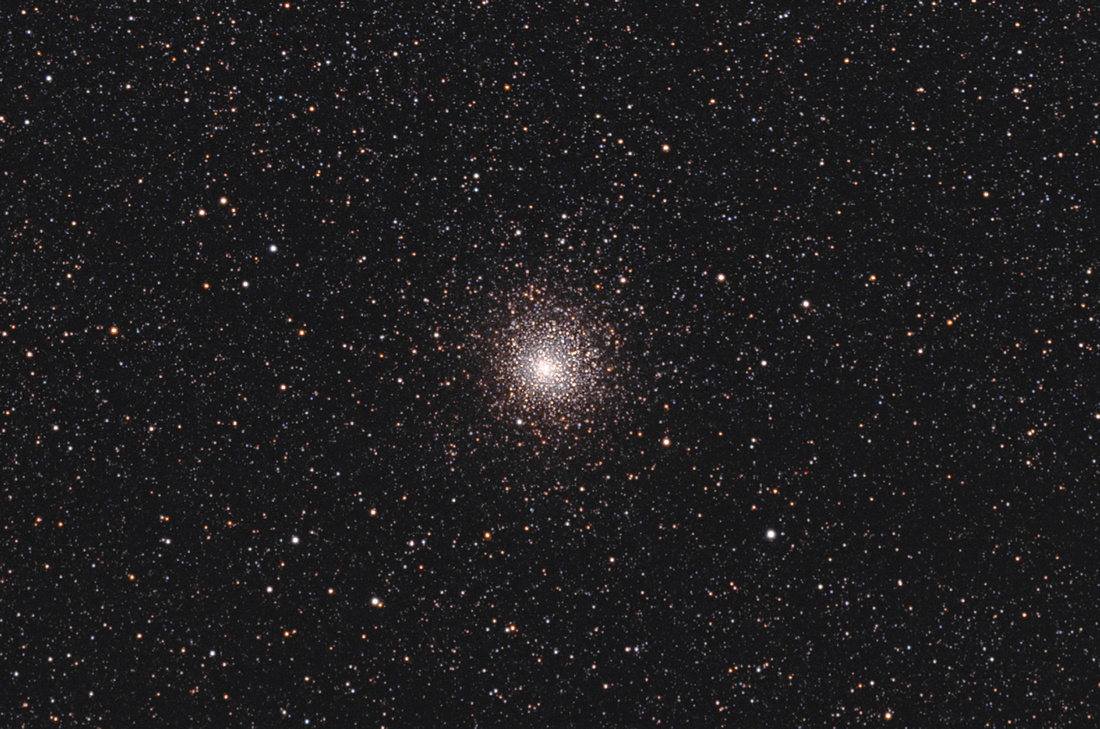
Klotformiga stjärnhopen M62 med amatörteleskop.
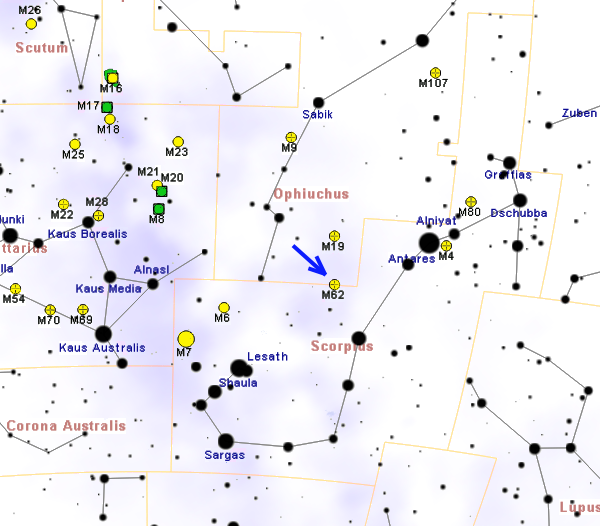
Karta med platsen för M62.